# Paranothrotes tenuicornis
Paranothrotes tenuicornis är en insektsart som beskrevs av Leo L. Mishchenko 1951. Paranothrotes tenuicornis ingår i släktet Paranothrotes och familjen Pamphagidae.

## Underarter
Arten delas in i följande underarter:
- P. t. tenuicornis
- P. t. sordidus